# Paata Chmaladse
Paata Borissowitsch Chmaladse (georgisch პაატა ბორისოვიჩ ხმალაძე, russisch Паата Борисович Хмаладзе, englische Transkription: Paata Khmaladze; * 14. Mai 1982 in Tiflis, Georgische SSR) ist ein georgischer Billardspieler, der überwiegend in der Billardvariante Russisches Billard antritt.
Der mehrmalige georgische Meister erreichte 2007 und 2008 das Viertelfinale der Weltmeisterschaft in der Disziplin Kombinierte Pyramide.

## Karriere

### Russisches Billard
Paata Chmaladse trat im Mai 2003 erstmals international in Erscheinung, als er bei der Weltmeisterschaft in der Disziplin Freie Pyramide in Sankt Petersburg unter anderem Juryj Lobatsch besiegte und das Achtelfinale erreichte, in dem er Ihar Kupawa mit 4:5 unterlag. Nachdem er beim Asian Cup Neunter geworden war, schied er am Jahresende bei der Europameisterschaft sieglos in der Vorrunde aus. In den folgenden Jahren gelangte Chmaladse bei drei Turnieren ins Achtelfinale, 2005 beim Asian Cup und beim Kaukasuspokal sowie 2006 beim russischen Pokal. Daneben gelangte er unter anderem 2005 beim ukrainischen Unabhängigkeitspokal in die Runde der letzten 32.
In das Jahr 2007 startete Chmaladse mit dem Erreichen des Viertelfinales beim Auftaktturnier des Europacups in Minsk, bei dem er unter anderem Oleksandr Bedewka besiegte und schließlich gegen Kostjantyn Kulyk ausschied. Im April folgte seine zweite WM-Teilnahme, diesmal in der Kombinierten Pyramide. Dort gewann er unter anderem gegen Valerijus Ivanovas und Almas Äbsejit und zog ins Viertelfinale ein, in dem er sich dem späteren Weltmeister Oleksandr Palamar mit 2:4 geschlagen geben musste. Auch bei den fünf folgenden Turnieren bis zum Jahresende gelangte Chmaladse mindestens ins Achtelfinale, darunter die Europameisterschaft und die Freie-Pyramide-WM. Bei den Asian Open 2007 kam er ins Viertelfinale.
Ab 2008 nahm Chmaladse nur an wenigen Turnieren teil. Während er bei der Kombinierte-Pyramide-WM 2008 unter anderem mit einem Sieg gegen Artem Mojissejenko ins Viertelfinale einzog, in dem er dem späteren Weltmeister Älichan Qaranejew mit 1:5 unterlag, schied er 2009 bei der EM im Achtelfinale aus und scheiterte bei der Freie-Pyramide-WM in der Vorrunde.
Nach drei Jahren Pause nahm Chmaladse 2012 wieder an einem internationalen Turnier teil, als er bei den Minsk Open in der Vorrunde ausschied. Im Oktober desselben Jahres setzte er sich bei der Freie-Pyramide-WM unter anderem gegen den ehemaligen Weltmeister Kanybek Sagynbajew und Sergei Tusow durch, bevor er im Achtelfinale gegen Artur Piwtschenko verlor. 2013 schied er bei den St. Petersburg Open in der Qualifikation aus.
Bei der EM 2014 erreichte Chmaladse das Achtelfinale und wenig später zog er bei den Ajara Open ins Viertelfinale ein. Nachdem er bei der EM 2015 in der Runde der letzten 32 ausgeschieden war, nahm er im Oktober 2015 im finnischen Imatra erstmals an der Weltmeisterschaft in der Dynamischen Pyramide teil und gelangte ins Achtelfinale, in dem er dem Russen Andrei Freise unterlag. Bei der Kombinierte-Pyramide-WM 2017 musste er hingegen eine Zweitrundenniederlage gegen Dmytro Biloserow hinnehmen. Bei den Ajara Open erreichte er 2016 und 2017 das Achtelfinale, wobei er 2017 nur knapp dem späteren Turniersieger Pawlo Radionow (5:6) unterlag.
Nach einer zweijährigen Turnierpause nahm Chmaladse im Oktober 2019 am Pokal der Freundschaft im georgischen Batumi teil, bei dem er unter anderem durch Siege gegen Niyazi Xələfov und Rauf Mustafaev ins Halbfinale einzog, in dem er sich dem Ukrainer Jurij Smyrnow mit 3:5 geschlagen geben musste.

### Snooker
Im Snooker nahm Chmaladse 2019 an der georgischen Meisterschaft teil und schied im Achtelfinale gegen den Vorjahresfinalisten Goscha Kawtaradse aus.

## Teilnahmen an Weltmeisterschaften
| Disziplin            | 2003              | 2004              | 2005              | 2006              | 2007 | 2008              | 2009              | 2010              | 2011              | 2012 | 2013 | 2014 | 2015 | 2016 | 2017  | 2018  | 2019  | 2020  |
| -------------------- | ----------------- | ----------------- | ----------------- | ----------------- | ---- | ----------------- | ----------------- | ----------------- | ----------------- | ---- | ---- | ---- | ---- | ---- | ----- | ----- | ----- | ----- |
| Freie Pyramide       | A                 | –                 | –                 | –                 | A    | –                 | R                 | –                 | –                 | A    | –    | –    | –    | –    | n. a. | –     | –     | n. a. |
| Dynamische Pyramide  | nicht ausgetragen | nicht ausgetragen | nicht ausgetragen | nicht ausgetragen | –    | nicht ausgetragen | nicht ausgetragen | nicht ausgetragen | nicht ausgetragen | –    | –    | –    | A    | –    | n. a. | –     | n. a. | n. a. |
| Kombinierte Pyramide | nicht ausgetragen | nicht ausgetragen | nicht ausgetragen | nicht ausgetragen | V    | V                 | –                 | –                 | –                 | –    | –    | –    | –    | –    | L64   | n. a. | –     | n. a. |
| Quelle:              |                   |                   |                   |                   |      |                   |                   |                   |                   |      |      |      |      |      |       |       |       |       |

| Legende | Legende                               |
| ------- | ------------------------------------- |
| S       | Sieger                                |
| F       | Finalist                              |
| HF / H  | Halbfinalist                          |
| VF / V  | Viertelfinalist                       |
| AF / A  | Achtelfinalist                        |
| LX      | Niederlage in der Runde der letzten X |
| R2      | Niederlage in Runde 2                 |
| R       | Vorrundenaus/Niederlage in Runde 1    |
| –       | nicht teilgenommen                    |
| n. a.   | nicht ausgetragen                     |